# Kleines Palfenhorn
Das Kleine Palfenhorn (auch Balfenhorn, Palvenhorn, Palfelhorn) ist ein 2073 m ü. NHN hoher Gipfel in den Berchtesgadener Alpen.

## Lage
Das Kleine Palfenhorn liegt, wie auch das Große Palfenhorn (2222 m, südlich, zusammen Palfenhörner genannt), am Ende des Berchtesgadener Wimbachtals.

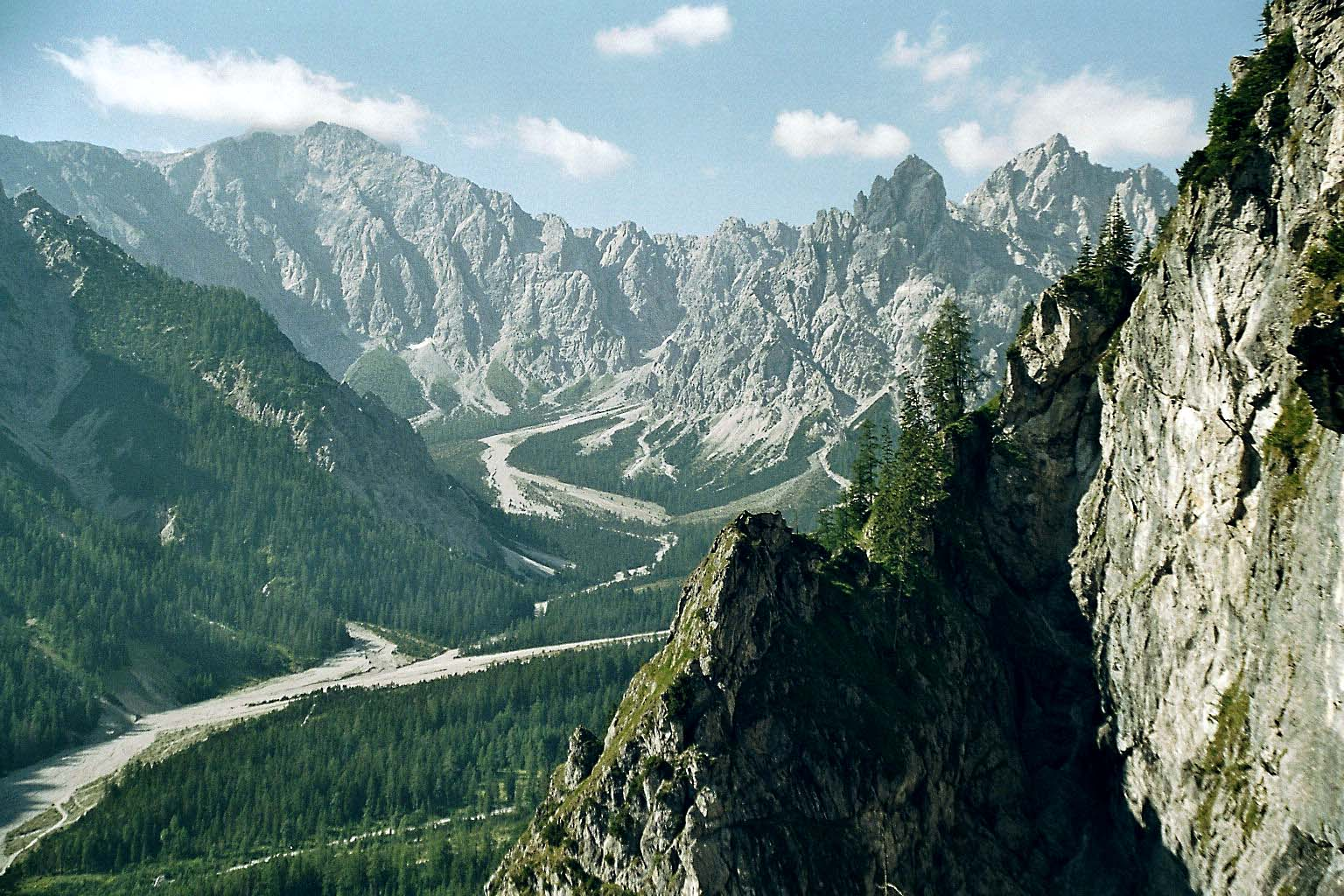
Wimbachtal mit Palfenhörnern (rechts) – Kühleitenschneid – Hundstod (links)

Nördlich erhebt sich der Hochkalter, nordöstlich der Watzmann, südöstlich der Große Hundstod, nordwestlich die Hocheisspitze.
Die Palfenhörner bilden mit dem südwärtigen Seehorn (2321 m) im Weißbachtal bei Lofer eine kleine Untergruppe. Diese wird bayrischerseits zur Südlichen Wimbachkette des Hochkaltergebirges gerechnet, österreichischerseits üblicherweise zum Steinernen Meer.
Der Name steht zu Palfen ‚Fels‘. Der brüchige Ramsaudolomit gibt dem Gipfel sein Aussehen.

## Zustiege
Das ins Wimbachgries vorgelagerte Kleine Palfenhorn ist dem Kletterer vorbehalten und wird wegen seiner extremen Brüchigkeit selten besucht. Der Weg der Erstbesteiger Franz von Schilcher, Johann Punz und J. Schöttl (1885) ist nach einem Bergsturz nicht mehr begehbar. Er galt seinerzeit neben der Ostwand des Watzmann als schwierigste Bergfahrt der Berchtesgadener Alpen. Der derzeitige Normalweg ist der Abstieg der Erstersteiger und erfordert Kletterei im zweiten Schwierigkeitsgrad. Georg Weiß (1877–1937), der große Berchtesgadener Ski-Pionier, bestieg das Kleine Palfenhorn mehr als 80 Mal.